# Stół wiertniczy
Stół wiertniczy – używany w wierceniach obrotowych, służy do przekazywania ruchu obrotowego za pośrednictwem przewodu wiertniczego na narzędzie wiercące.
Oprócz tego zadania służy również do chwilowego podwieszenia na klinach przewodu wiertniczego albo rur okładzinowych, prowadzenia robót ratunkowych oraz odkręcania połączeń gwintowych.
Główne części stołu to: kadłub, płyta obrotowa, wał napędowy.